# Marazzi Group
Marazzi Group è un'azienda italiana specializzata nel design, produzione e commercializzazione di piastrelle in ceramica e grès porcellanato. Presente oggi in 146 Paesi, è tra i primi quattro produttori mondiali di piastrelle e rivestimenti.
Dal 2013 fa parte del gruppo americano Mohawk Industries, quotato alla Borsa di New York, con sede a Calhoun, in Georgia.

## Storia

### Gli inizi
La Ceramica Filippo Marazzi nasce nel 1934 a Sassuolo, nella provincia di Modena, in un’area ricca di argille e manodopera per la fabbricazione di piastrelle smaltate, all’interno di un distretto già attivo dal XVII secolo nella lavorazione artigianale della terracotta. 
Si racconta che il fondatore Filippo Marazzi, già proprietario di una drogheria nel centro di Sassuolo, a 60 anni, intuì le possibilità di sviluppo del business delle piastrelle quando nella zona si trovavano solo tre aziende, e la ceramica era vista solo come un prodotto sanitario per rivestire il bagno e la parete della cucina dietro i fornelli. Nel 1934, a 60 anni, Marazzi lasciò la drogheria ai fratelli e costruì il primo impianto produttivo usando come elementi portanti due file parallele di pioppi, fondando così quella che sarebbe 
stata chiamata la “Fabbrica di Cartone”, per la provvisorietà della struttura. All'interno vi installò le fornaci Hoffmann e, nel secondo semestre del 1934, avviò la produzione, che contava 6.000 pezzi giornalieri. Nel 1935, anno in cui l’azienda festeggia la propria fondazione, la Ceramica Filippo Marazzi impiegava 100 operai, un capo fabbrica e un’impiegata, oltre al titolare Filippo Marazzi Senior e al figlio Pietro. La produzione raggiungeva i 16.000 pezzi giornalieri.

### Gli anni '40 e '50. Il primo ampliamento
Già agli anni '40 risale la collaborazione con Venerio Martini, pittore e ceramista, con cui l’azienda intraprende un primo percorso di ricerca estetica e decorativa sul prodotto, collaborazione che durerà anche durante tutti gli anni '50, quando, passata sotto la guida di Pietro Marazzi, l’azienda conosce un primo significativo ampliamento, in termini di dimensioni e di meccanizzazione del processo produttivo, grazie ad importanti investimenti in nuove tecnologie e alla ricerca di soluzioni estetiche innovative per il tempo. Il potenziamento della produzione rende Marazzi in grado di far fronte ad una crescente domanda di piastrelle nel periodo della ricostruzione post-bellica.

### Gli anni '60. La Piastrella Quattro Volte Curva
Alla fine degli anni '50, inizia il dialogo e la collaborazione con il mondo dell’architettura: risale infatti a questi anni il primo contatto con gli architetti Giò Ponti e Alberto Rosselli con cui nasce la piastrella ‘quattro volte curva’  presentata nel 1960 alla Triennale di Milano, luogo da cui prende il nome, all’Esposizione internazionale di arti decorative e industriali moderne. Dalla fine degli anni ’50 e inizi dei ’60 con il boom economico e la relativa spinta edilizia, intorno a Marazzi e a poche altre aziende produttrici, nasce il distretto della ceramica di Sassuolo  che, nel 1964, solo in territorio modenese contava 75 aziende con 7000 addetti, produceva i 2/3 di tutta la produzione nazionale e il 40% di quella europea.

### Gli anni '70
Gli anni '70 rappresentano una tappa fondamentale per la crescita di Marazzi, segnando una radicale evoluzione del prodotto ceramico sia dal punto di vista estetico che tecnologico. Nel 1970 Marazzi lancia la collezione ‘Alta Moda’ che lega la ‘mattonella’ ai grandi nomi della moda italiana e internazionale.
Dall’estro creativo di stilisti come Biki, Paco Rabanne e Federico Forquet nascono collezioni in cui ceramica e tessuti prendono vita condividendo colori e tratti decorativi. Nel 1974, con Nino Caruso, artista e scultore di fama internazionale, nasce la collezione ‘Marazzi Forme’, il primo esempio di industrializzazione di moduli ceramici a tre dimensioni che superano il concetto di pavimento e rivestimento per diventare vera e propria struttura architettonica ed elemento di arredo.

### Luigi Ghirri e Marazzi 1975-1985
Tra i più celebrati artisti italiani del secolo scorso, Luigi Ghirri ha plasmato un intero immaginario fotografico, trasformando gli oggetti della propria quotidianità e l’intero paesaggio circostante in autentici strumenti di riflessione concettuale. Nel suo lavoro con Marazzi (1975 –1985), Ghirri si allontana dalla funzione documentaristica della fotografia, partecipando attivamente alla creazione di una realtà in cui il gioco, lo straniamento e la ricerca cromatica definiscono una nuova esperienza del vedere. Gli scatti di Ghirri evocano atmosfere metafisiche in cui la piastrella è attrice protagonista in relazione con gli altri elementi della scena.

### Il brevetto della monocottura rapida e il primo grande formato
Nel 1974 viene compiuto il vero salto tecnologico con il brevetto del processo della monocottura rapida, destinato a rivoluzionare la produzione di piastrelle in ceramica. La cottura rapida e contemporanea dell’impasto di base e dello smalto di finitura porta il ciclo produttivo da 52 ore a 1 ora, riducendo radicalmente il consumo energetico per unità prodotta, aumentando la produttività e migliorando la resistenza delle ceramiche. Nel 1975 nasce il primo grande formato in monocottura 60x60 cm e nel 1977 Gianni Berengo Gardin, il grande fotografo italiano, maestro del bianco e nero e dei reportage sociali, viene chiamato a documentare in fabbrica le "nuove linee veloci", uno dei suoi pochi lavori a colori.

### Gli anni '80

#### L'internazionalizzazione
Nel 1978 la guida dell’azienda passa al figlio di Pietro Marazzi, Filippo Marazzi, con cui ha inizio il progressivo processo di internazionalizzazione dell’azienda.
Nella strategia di crescita, dopo l’apertura degli stabilimenti negli Stati Uniti e in Spagna, entrambi nel 1982, rientra anche l’acquisizione nel 1989 di Ceramiche Ragno.

#### Il brevetto Enduro. Il primo prodotto tecnico
Nel 1985 brevetta Enduro, il primo prodotto tecnico che assicura prestazioni superiori in termini di durezza e resistenza all’uso grazie alla nuova tecnologia della smaltatura su supporto incandescente. Le nuove caratteristiche tecniche rendono le piastrelle adatte a destinazioni inedite: resistenti e antiscivolo, si prestano per la prima volta a pavimentare luoghi pubblici sottoposti a intenso traffico e forte usura come stazioni, ospedali, strade e piazze.

### Gli anni '90. I Colori e l'Architettura
La ceramica inizia a specializzarsi in grandi opere pubbliche come metropolitane, aeroporti e in grandi superfici commerciali. In questo periodo si fa strada una nuova attenzione al progetto architettonico, dove le nuove soluzioni realizzative in ceramica, quali facciate ventilate e pavimentazioni sopraelevate, trovano impiego. Nasce in quegli anni Marazzi Tecnica, marchio con cui l’azienda mette a disposizione di architetti e progettisti materiali ceramici per superfici verticali ad alta sollecitazione e superfici orizzontali ad alto traffico. Contemporaneamente, la ricerca sul colore assume una nuova autonomia e importanza: nascono collezioni di straordinaria ampiezza e profondità cromatica, come "I Colori Marazzi" che in occasione dei Mondiali di calcio Italia 90 vengono utilizzati per la riqualificazione e il rivestimento esterno della Torre Arcobaleno di Milano.

### Gli anni 2000. Le grandi dimensioni e i nuovi mercati
A partire dal 2000, la ricerca di Marazzi si focalizza sulle dimensioni delle piastrelle, sempre più grandi, e sulla ricerca di nuove superfici. Lo sviluppo esclusivo di tecnologie digitali all’avanguardia permette a Marazzi di qualificare ulteriormente l’estetica dei propri prodotti fino ad arrivare, nel 2009, alla produzione del primo gres effetto legno naturale, "Treverk". Nel 2011, "Soho", il primo gres tridimensionale, riceve la Menzione d’Onore Compasso d’Oro ADI, ed entra a far parte della Collezione storica del Compasso d’Oro. Accanto alla ricerca sul processo e sul prodotto, Marazzi continua l’espansione in nuovi mercati con l’apertura di sedi commerciali in Giappone e negli Emirati Arabi. Nel 2004 posa la prima pietra di un nuovo stabilimento vicino a Mosca e nel 2005 acquisisce il Gruppo Welor Kerama, operazioni che coincidono con l’apertura dell’azienda al mercato dei capitali.

### Mohawk Industries e il piano di investimenti
Nell’aprile del 2013 Marazzi Group entra a far parte di Mohawk Industries, multinazionale americana con sede in Georgia (Stati Uniti) e quotata al NYSE, specializzata nei rivestimenti per l'edilizia con ricavi per 5,6 miliardi di dollari. Il Gruppo Marazzi è stato ceduto per 1,5 miliardi di dollari, all'incirca 1,1 miliardi di euro.  Prende avvio un piano di investimenti volto sia al miglioramento e all’aumento della capacità produttiva sia allo sviluppo della gamma prodotti e dei brand, che ha portato all’upgrade tecnologico di tutte le fabbriche in Italia e in Europa, alla ristrutturazione della sede storica di Sassuolo e all’apertura di showroom monomarca nelle principali capitali del design.

## I marchi
- Marazzi
- Marazzi Tecnica
- Marazzi Marmi
- Masterker
- Ragno
- Mix
- emil